# Lupinus dusenianus
Lupinus dusenianus är en ärtväxtart som beskrevs av Charles Piper Smith. Lupinus dusenianus ingår i släktet lupiner, och familjen ärtväxter. Inga underarter finns listade i Catalogue of Life.